# Torre di Toblin
La Torre di Toblin, detta anche Torre di Toblino (Toblinger Knoten in tedesco), è una montagna delle Dolomiti alta 2.617 m. Si trova poco a nord (circa 1 km) delle Tre Cime di Lavaredo, in Alto Adige, all'interno del parco naturale Tre Cime.

## Storia
La montagna ha avuto un ruolo decisivo durante la prima guerra mondiale, in quanto sorgeva al confine tra l'Italia e l'Impero austro-ungarico. Durante il conflitto, le truppe austriache avevano issato sulla cima della montagna un mortaio, con cui tenevano sotto controllo il sasso di Sesto e le linee italiane.

## Ascensioni
La cima della montagna è raggiungibile attraverso due vie ferrate, il sentiero delle Scalette e il sentiero del Cappellano Hosp.
La cima della montagna è raggiungibile in circa un'ora dal vicino rifugio Antonio Locatelli. Il percorso è circolare ed è segnalato da triangoli rossi.

### Sentiero delle Scalette
Il sentiero delle Scalette (Scalette-Klettersteig) è la via che normalmente si utilizza per salire alla vetta; è una via ferrata composta come dice il nome da numerose scale metalliche, ripide e molto esposte. Il nome della via deve origine alle scale in legno che furono poste durante il primo conflitto mondiale, per poter accedere alla vetta, dalla quale si potevano tenere sotto controllo le linee italiane: monte Paterno, le Tre Cime di Lavaredo e monte Piana. La via ferrata, per quanto molto esposta e impegnativa e quindi non la più adatta per avvicinarsi al mondo delle ferrate, è per una persona allenata e preparata una via totalmente diversa dalle tradizionali ferrate: è breve e ripida.

### Sentiero del Cappellano Hosp
Il sentiero del Cappellano Hosp (Feldkurat-Hosp-Steig) è invece solitamente utilizzato per la discesa, in quanto non è così esposto come la via delle scalette e permette una più comoda discesa. Questa via ferrata può essere alternativamente utilizzata per la salita da coloro che non si sentano in grado di affrontare il sentiero delle scalette, ma non trascurando che si tratta sempre di una via ferrata, nonostante sia più semplice dell'altra via.

## Galleria d'immagini

### Foto della montagna
Alcune foto della montagna da diverse angolazioni

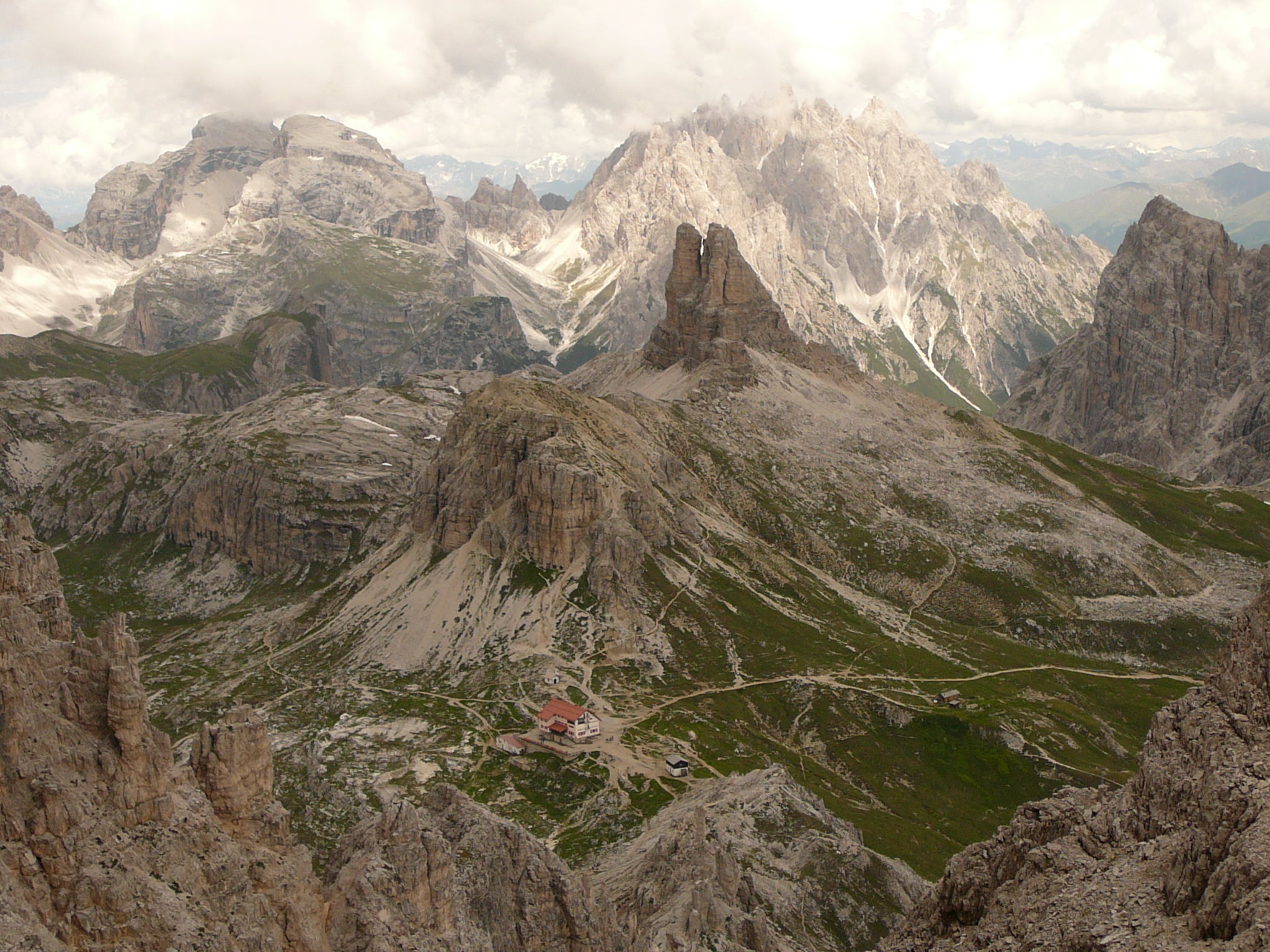
La Torre di Toblin e il rifugio Antonio Locatelli
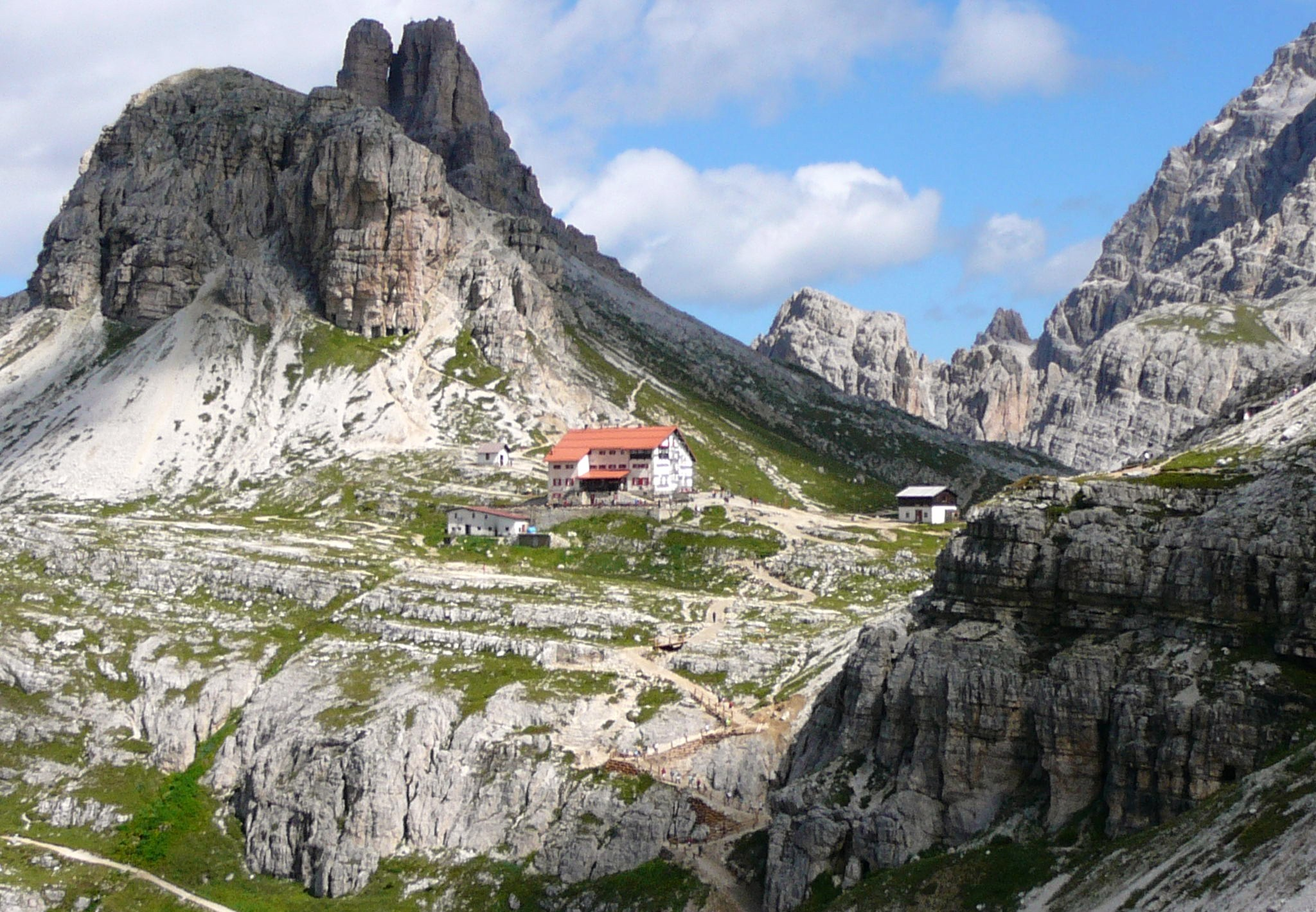
La Torre di Toblin e il rifugio Antonio Locatelli
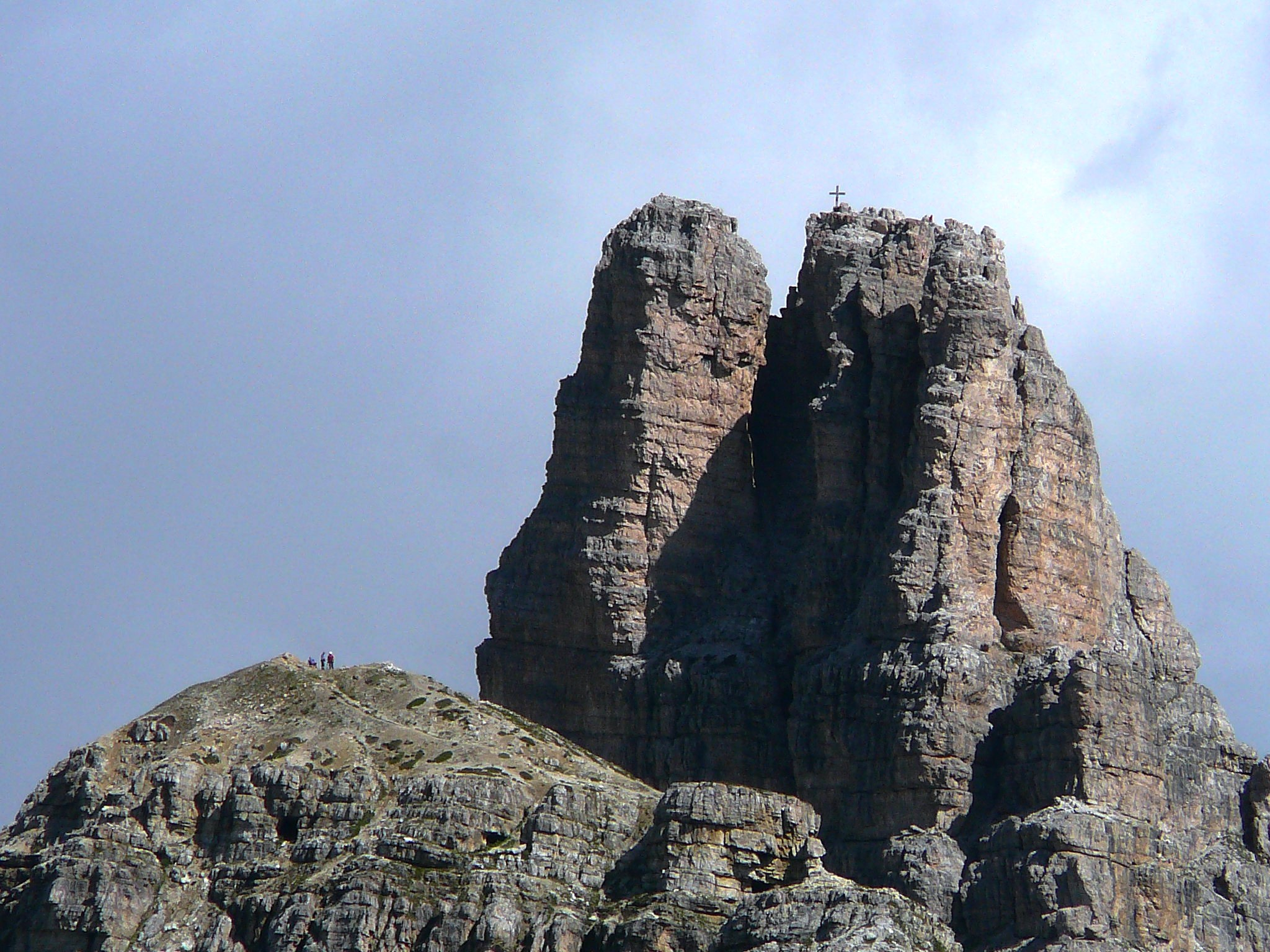

### Galleria Storica
Alcune foto storiche della Torre di Toblin ai tempi della prima guerra mondiale.

### Galleria della via ferrata
Alcune foto della via ferrata che conduce alla cima della Torre di Toblin

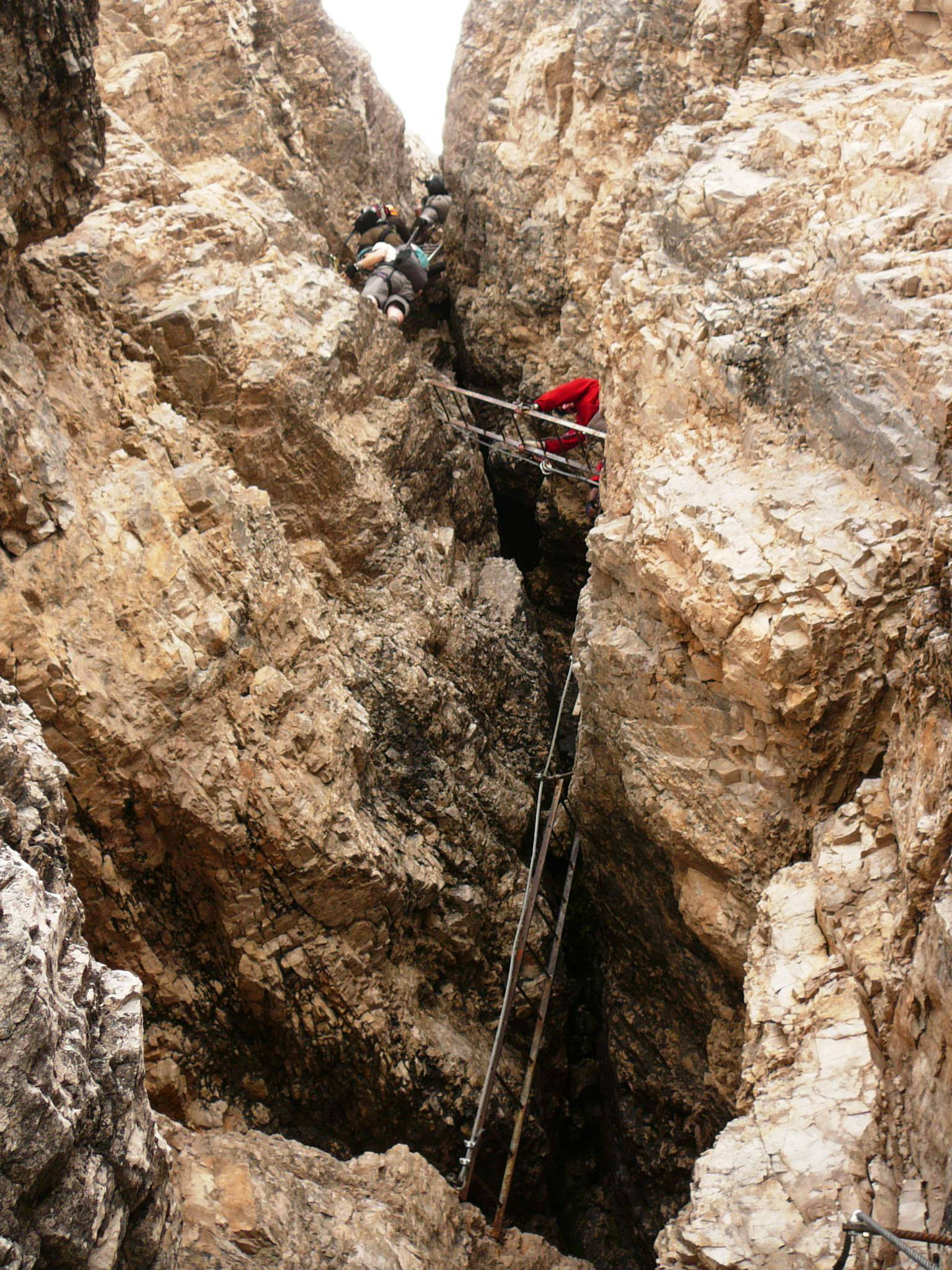
Una prima serie di scalette lungo la via ferrata
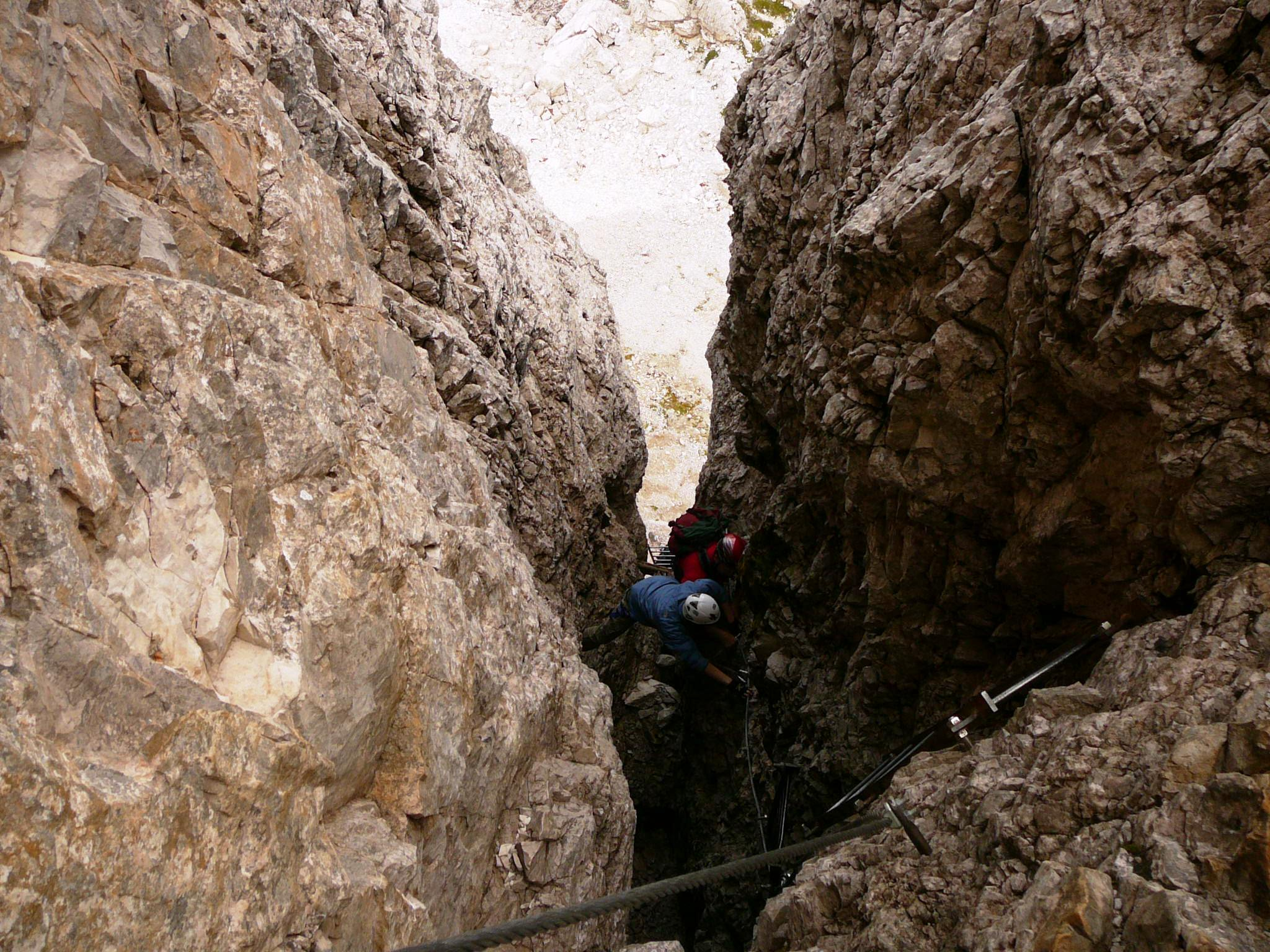
Un particolare passaggio dentro un camino
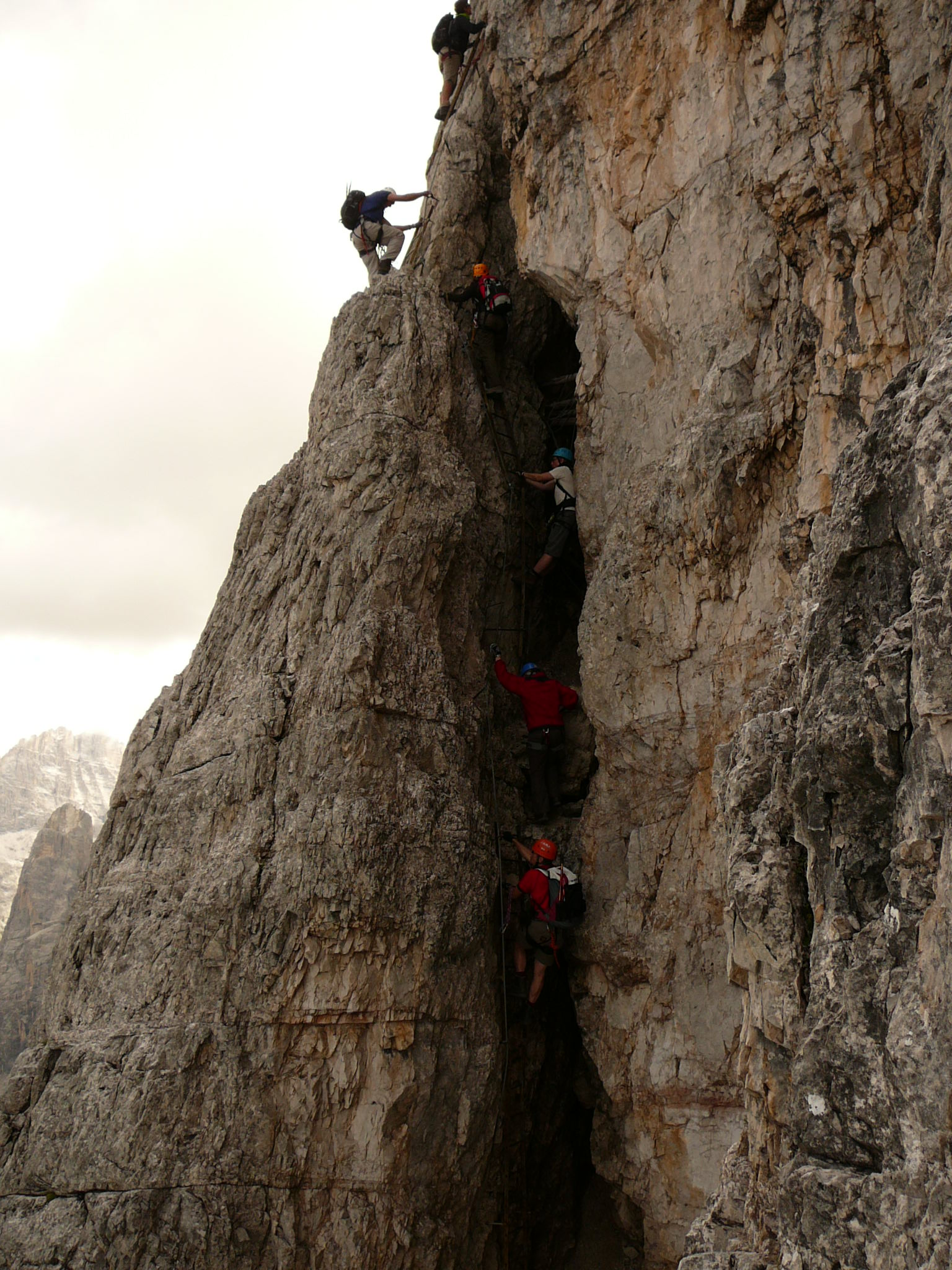
Una seconda serie di scalette